# Vámosfalva
Vámosfalva (1899-ig Mitna, szlovákul: Mýtna) község Szlovákiában, a Besztercebányai kerületben, a Losonci járásban.

## Fekvése
Losonctól 18 km-re, északnyugatra fekszik.

## Története
A régészeti leletek tanúsága szerint területén már a korai bronzkorban is éltek emberek, majd a 7. és 8. században avar, illetve szláv település állhatott e helyen.
A mai település a 14. században keletkezett a divényi váruradalom területén. Első írásos említése 1393-ból származik "Wamuslehutaya" alakban, már ekkor vámszedőhely volt. 1467-ben "Wamosfalva" néven említik. A hagyomány úgy tartja, hogy 1423-ban egy vámházon kívül más ház nem állt a területén. Vámja a divényi vár urainak szedte a vámot. A falu betelepülése csak a 15. század második felében indult meg intenzívebben, amikor északról és északnyugatról érkeztek ide telepesek. A betelepülés egészen a 20. század elejéig tartott. Az 1470-es években a divényi uradalom Nádasdy János birtoka volt, aki utód nélkül halt meg, ezért birtokai a királyra szálltak. 1535-ben I. Ferdinánd király az uradalmat Várady Pál esztergomi érseknek adta. 1548-ban már Balassa Zsigmond volt a birtokosa. A 16. század második felében egyre gyakoribbak lettek a török rajtaütések az uradalomban. 1575-ben a várat el is foglalta a török és 1593-ig a kezén maradt. 1679-ben I. Lipót császár a rablólovaggá lett Balassa Imrétől elvette a birtokot, mely 1686-tól a Zichy családé lett.
A feltárások szerint a falunak legkésőbb a 14. század elején már volt temploma, mely Szent Anna tiszteletére volt szentelve. A 15. században a husziták védelmi célokra alakították át. A 16. században a templom az evangélikusoké lett. 1715-ben a falu 10 házában összesen 100 lakos élt, a házak közük 9 szlovák családé volt. 1720-ban 12 szlovák és 3 magyar család élt a községben. A 17. században malom és fűrésztelep, a 18. században sörfőzde működött a községben. A 18.–19. században postaállomással is rendelkezett. 1821. május 8-án az egész falu leégett. 1828-ban 102 házában 797 lakos élt, akik főként mezőgazdasággal foglalkoztak. A falu egyházi iskoláját 1857-ben alapították. A vasút 1871-ben érte el a községet. 1873-ban kolerajárvány pusztított.
Vályi András szerint "VÁMOSFALVA. Mitna. Tót falu Nógrád Várm. földes Ura Gr. Zichy Uraság, fekszik Divinyhez nem meszsze, mellynek filiája; határja középszerű, réttye, legelője meglehetős."
Fényes Elek szerint "Vámosfalva, tótul Mitna, tót falu, Nógrád vmegyében, a pest-bányavárosi országuton, Divényhez 1/4 órai, Losonczhoz északra 1 postai állomásra, igen kies szűk völgyben. Határa 4074 hold, mellyből belsőség 69, szántóföld 1542, rét 450, erdő 1993, árkos térek 20 hold. Ebből ismét urbéri beltelek 65, szántó 350, rét 200, árkos tér 20 hold; lakosok kezén levő irtvány szántó 1304, rét 100 hold; majorsági beltelek 4, szántó 20, rét 18, erdő 1993 hold. Rétei völgyben, szántóföldei részint rónán, részint dombokon feküsznek. A föld a völgyben agyagos és vadvizes, hegyeken könnyü de köves; a levegő éles és igen változó; a lakosok leginkább szarvasmarha- és juhtenyésztéssel foglalkoznak. Népessége 648 lélek, kik közt 613 ágostai, 32 rom. kath., 3 h. Az ágostaiak a dobrocsi, a katholikusok a divényi anyaegyházhoz tartoznak. Határát a Krivány patak nedvesíti, melly itt egy malmot hajt. Van itt postaállomás, hivatal és vámszedés. Birja a falut a divényi senioralis uradalom."
Nógrád vármegye monográfiája szerint "Vámosfalva. A budapest–ruttkai vasútvonal mentén fekvő kisközség. Házainak száma 171, lakosaié 1046, a kik tótajkúak és nagyobbára evangélikus vallásúak. Postája helyben van, távírója és vasúti állomása Lónyabánya, de feltételes megállóhelye is van. A XIV. században már fennállott. 1393-ban Vámoslehota néven fordul elő. 1423-ban vámszedőhely volt. 1467-ben és 1473-ban már a mai nevén is szerepel. 1467-ben Divény várához tartozott. 1548-ban Balassa Zsigmond. volt a földesura. A XVII. század közepén Balassa Imre, kinek hűtlensége következtében a koronára szállván, I. Lipót király 1686-ban gróf Zichy Istvánnk adományozta. 1715-ben egy magyar és 9 tót, 1720-ban három magyar és 12 tót háztartást írtak itt össze. 1770-től ismét a Zichy család birtoka. 1821 május 8-án egy asszony vigyázatlansága következtében tűz támadt és az egész falu leégett. 1873-ban itt is a kolera lépett fel, de kisebb mértékben. A községhez tartoznak Alsóbzova-telep, Berecz-telep (azelőtt Berzovairtvány), Szarvas-irtvány (azelőtt Galova), végül Zsellér-irtvány (azelőtt Padpanova, Sztrhár és Hlahova)."
A trianoni békeszerződésig Nógrád vármegye Losonci járásához tartozott.
1946-ban jégeső okozott súlyos károkat az épületekben és a termésben. 1948-ban autóbusz-állomás létesült a községben. 1950-ben új iskola kezdte meg működését.

## Népessége
| Év:            | 1994. | 2004.   | 2014.   | 2024.   |
| -------------- | ----- | ------- | ------- | ------- |
| Emberek száma: | 1240  | 1184    | 1188    | 1106    |
| Eltérés:       |       | -4,51 % | +0,33 % | -6,90 % |

| Év:            | 2023. | 2024.   |
| -------------- | ----- | ------- |
| Emberek száma: | 1122  | 1106    |
| Eltérés:       |       | -1,42 % |

1910-ben 1052, többségben szlovák lakosa volt, jelentős magyar kisebbséggel.
1930-ban 1040-en lakták.
2001-ben 1234 lakosából 1217 szlovák volt.
2011-ben 1188 lakosából 1050 szlovák.
2021-ben 1165 lakosából 1119 szlovák, 5 cseh, 1 magyar (0.09%), 1 cigány, 1 német, 1 lengyel, 1 albán, 1 osztrák, 1 olasz, 1 egyéb, 33 ismeretlen nemzetiségű.

## Nevezetességei

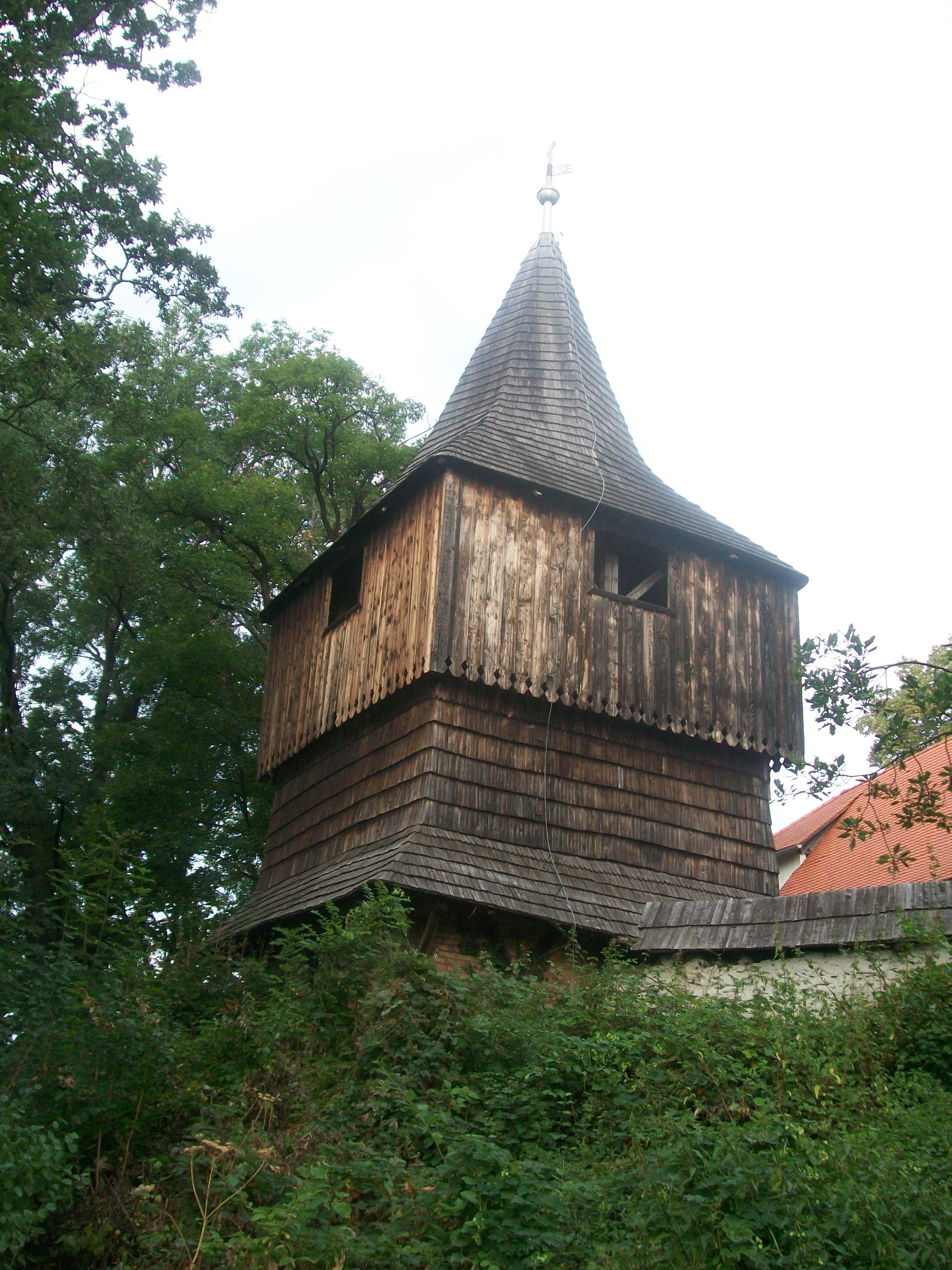
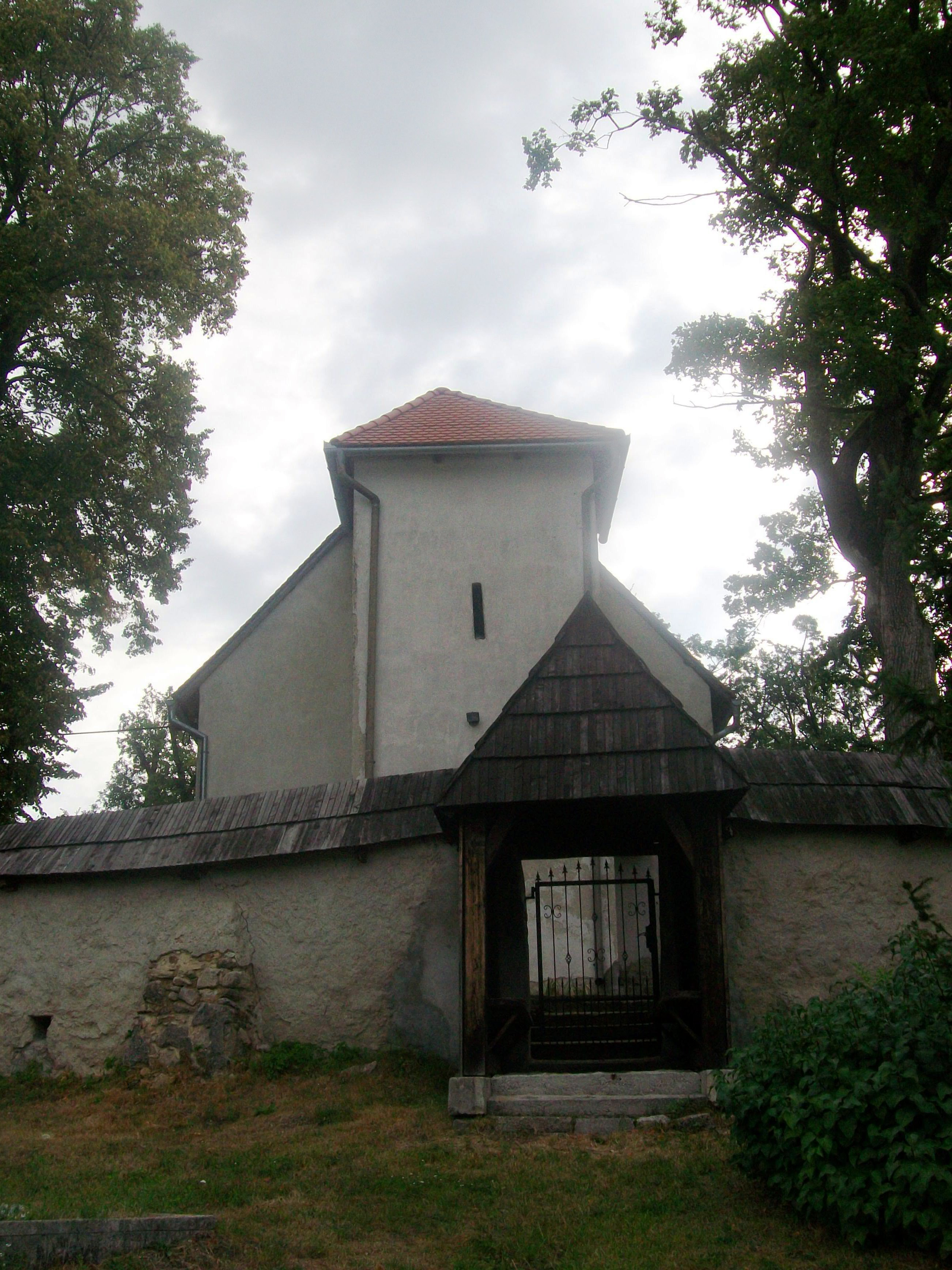

- Késő barokk haranglába a 19. század elején épült.
- Klasszicista kúriája a 19. század közepén épült.

## Külső hivatkozások
- Hivatalos oldal
- E-obce.sk Archiválva 2009. február 11-i dátummal a Wayback Machine-ben
- Községinfó
- Vámosfalva Szlovákia térképén